# 武吉免登購物中心

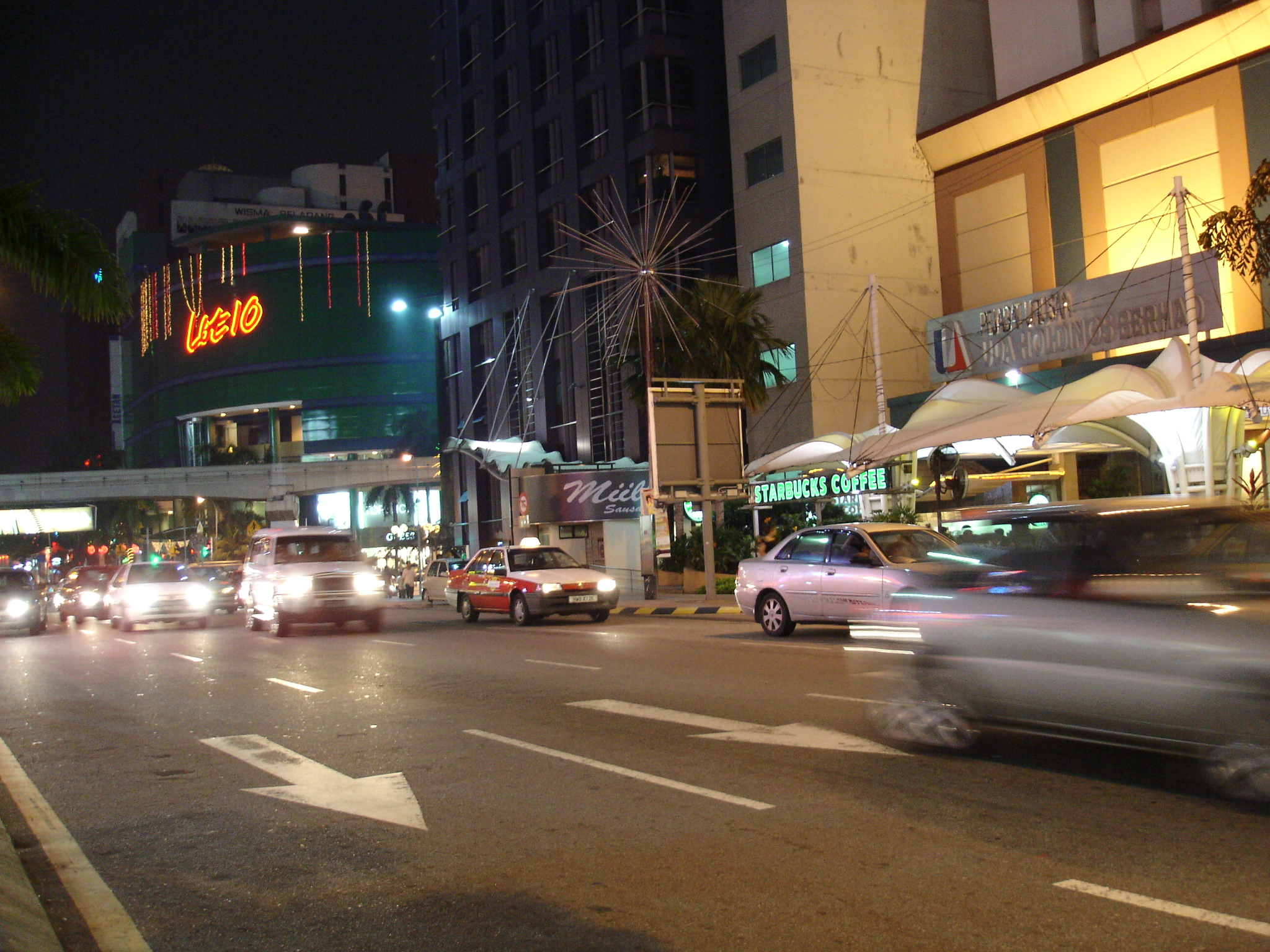
圖中右側建築為武吉免登購物中心

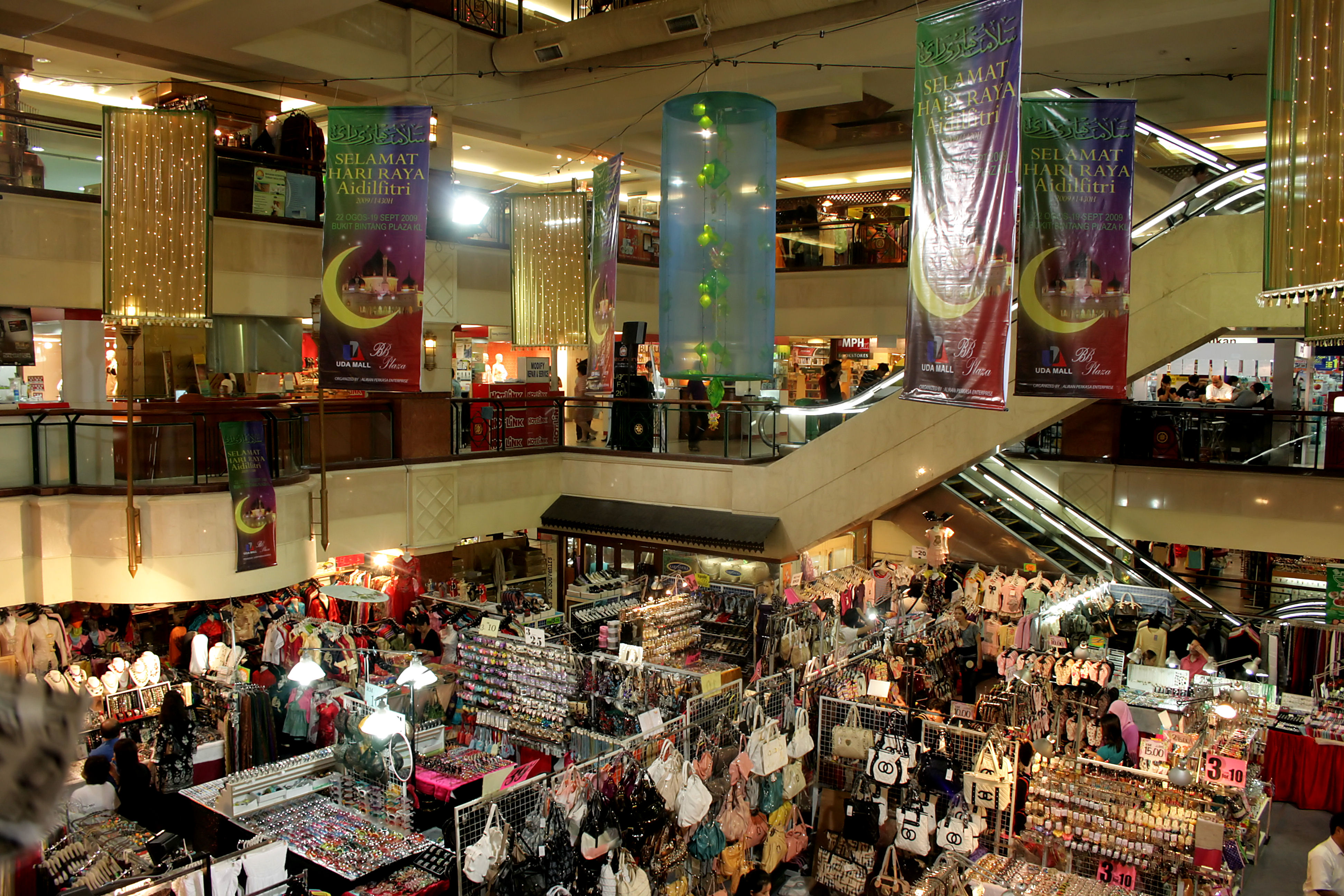
武吉免登購物中心的中庭

武吉免登購物中心（英語：Bukit Bintang Plaza，當地人簡稱BB Plaza）是一座位于金河廣場隔壁的購物中心，也是武吉免登早期的購物中心之一，於1979年開幕，目前已不复存在。该商场與金河廣場是两座相連的建築物，主要的租戶是美羅百貨。

## 商場特色
商場是由內馬來西亞官聯企業－城市發展局控股有限公司所持有，因此商場內的150間店鋪，其中約有六成的店鋪是屬於馬來人，主要售賣的產品是手工藝品、衣服、玩具、手飾等。商場內的消費族群多為外國游客，其中以中東遊客為主，主要的購買手工藝品和帶有濃厚民族色彩的服裝。在商場外，也有許多帶有異國風情的咖啡店，每當夜晚時刻，會有許多的中東游客到咖啡店吸水煙，商場內也售賣許多源自中東和南亞地區的香薰用品及精油。

## 面臨拆遷問題
隨著巴生谷捷運加影线的動工，武吉免登購物中心的外圍圍上了工程柵欄，周邊部分道路也停止使用，使得商場的生意額出現下滑50%的現象，商場內30～40%的單位已空置。管理層不斷傳出商場面臨拆除的情況，聲稱商場建築收到捷運工程影響，出現危險情況，市場也有傳出城市發展局控股有限公司欲將此地改建成60樓高的綜合性購物中心及商辦大樓。商場租戶也曾多次接獲搬遷的通知和日期，但搬遷期限多次更改，管理層也拒絕與租戶進行面對面對談，導致租戶曾與管理層發生多次的爭執。在2014年10月，部分業主接獲信函，被要求在12月31日之前清空和搬遷至富都中環車站（Pudu Sentral）。